# Kákics megállóhely
Kákics megállóhely egy Baranya vármegyei vasúti megállóhely Kákics községben, a MÁV üzemeltetésében. A település nyugati határában, a legelső házaktól alig néhány méterre található, a Marócsa felé vezető 58 153-as számú mellékút vasúti keresztezése mellett.
A vonal 202-es szelvénykövénél lévő megállóhely 1903-ban még a Kákics 7. sz. őrház mh. nevet viselte, az újabb kiadású menetrendekben már a mai név szerepel. A falu közelsége és a kis ház lakott volta sokáig megvédte a felvételi épületet a komolyabb rongálásoktól, a jelenlegi állapota nem ideális.

## Vasútvonalak
A megállóhelyet az alábbi vasútvonalak érintik:
- Szentlőrinc–Sellye-vasútvonal

## Kapcsolódó állomások
A megállóhelyhez az alábbi állomások vannak a legközelebb:
- Sellye vasútállomás (Szentlőrinc–Sellye-vasútvonal)
- Okorág-Kárászpuszta megállóhely (Szentlőrinc–Sellye-vasútvonal)

## Forgalom
| Járat        | Útvonal | Gyakoriság |
| ------------ | --- | ---------- |
| személyvonat | Sellye – Kákics – Okorág-Kárászpuszta – Sumony – Gyöngyfa-Magyarmecske – Királyegyháza-Rigópuszta – Szentlőrinc | 2 óránként |